# 台貿五村
24°8′0.96″N 120°36′35.17″E / 24.1336000°N 120.6097694°E
台貿五村、干城六村、馬祖二村是位於臺中市南屯區大肚台地上的大型眷村聚落，在成功嶺營區與嶺東科技大學之間，三村緊鄰而成為臺中市大型眷村區域之一，合計約800戶眷舍，土地面積合計共10.28公頃，主要道路為春安路。至2004年底為配合眷村改建政策，三村基地上眷舍多數已拆除，尚存馬祖二村部分眷戶居住（今彩繪眷村所在地）。

## 簡史
- 1961年，由當時總統夫人蔣宋美齡帶領的婦聯會貿易捐出資興建，故名「台貿五村」。安置陸訓總部（成功嶺營區）所屬預備師及訓練中心與陸軍裝甲部隊之軍士官眷屬。屋種有：乙種（四口人居住）、丙種（三口人居住）、丁種（十坪左右），共300餘戶。
- 1963年，婦聯會興建「干城六村」，安置陸訓總部、國防部、裝甲部隊軍士官眷屬，主要陸訓總部為主；屋種有乙、丙、丁三種，道路寬0.8公尺，約250戶。7月由陸軍馬祖守備區指揮部興建的「馬祖二村」也完成，主要安置在馬祖服務的外島軍士官眷屬為主，屋種有丙、丁兩種，約180戶[2]。台中市政府因應三村相繼興建使人口遷入，故將此區域自春社里劃分出春安里。
- 1964年8月，設立文山國民學校（今文山國小）春安分校。
- 1967年7月，因應三村人口增加，春安分校獨立成為「春安國民學校」（今春安國小）。
- 2000年－2004年，開始配合眷村改建政策將眷戶陸續遷移，主要安置在西屯區的國安國宅居多，福聯社區也有人進住，也有部分遷至東區的虎嘯國宅[3]。
- 2004年1月，春安里人口還有1,210戶數，共3,119人。
- 2008年9月，春安路56巷住戶黃永阜開始彩繪所住的眷村週邊。12月，春安里人口剩346戶數，共967人。
- 2010年，彩繪眷村因位於都市更新自辦重劃區道路之內而決定拆除，當地人士與嶺東科大學生在網路上發起「搶救彩虹村」、「讓彩虹爺爺繼續畫下去」活動。9月，台中市長胡志強決定重劃保留，將彩繪眷村原址周邊規劃成公園用地（彩虹藝術公園）[4]。
- 2012年，原台貿五村與干城六村區域的建功自辦重劃區開始整地。

## 週遭設施

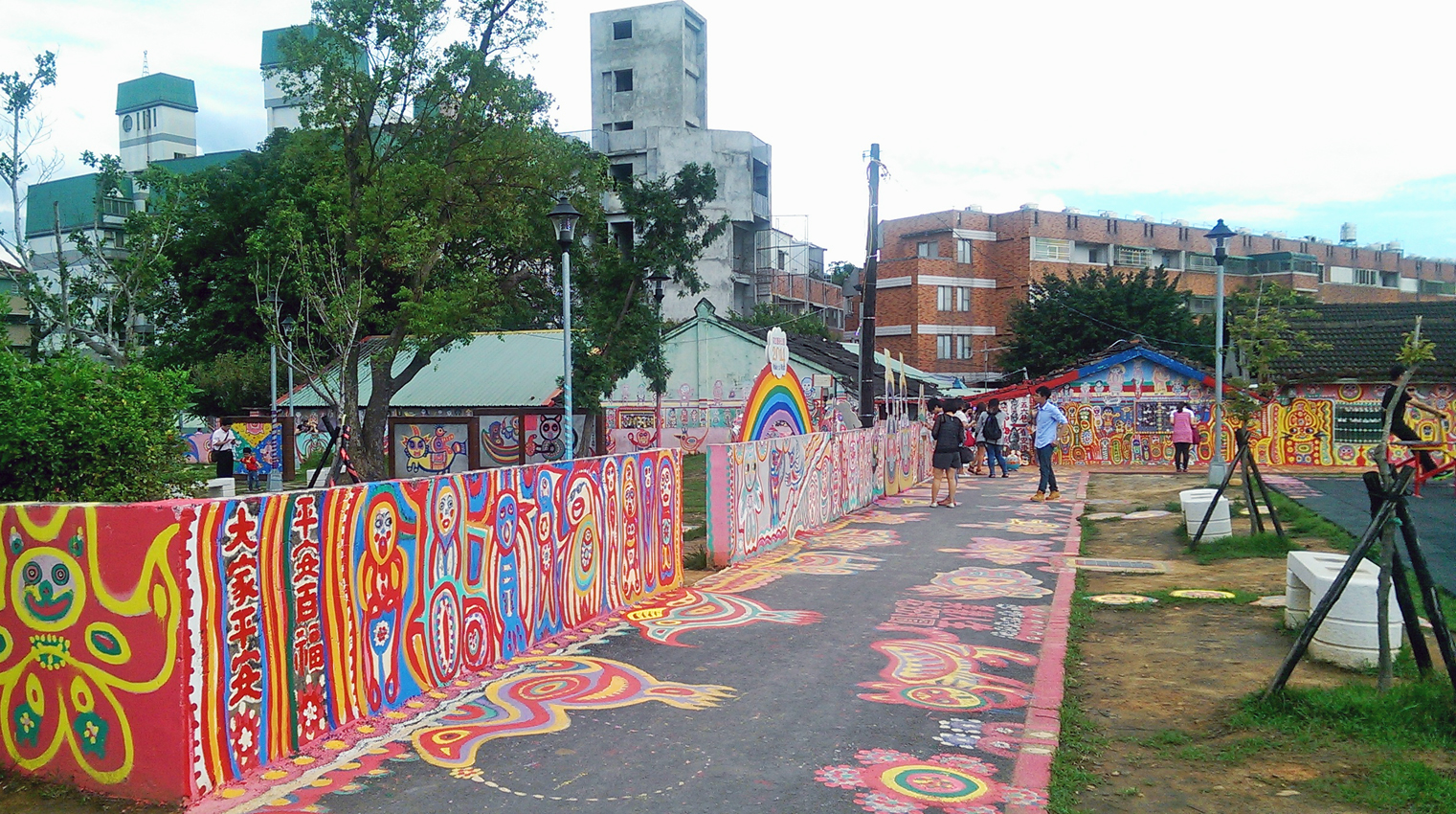
2014年的彩虹藝術公園一景
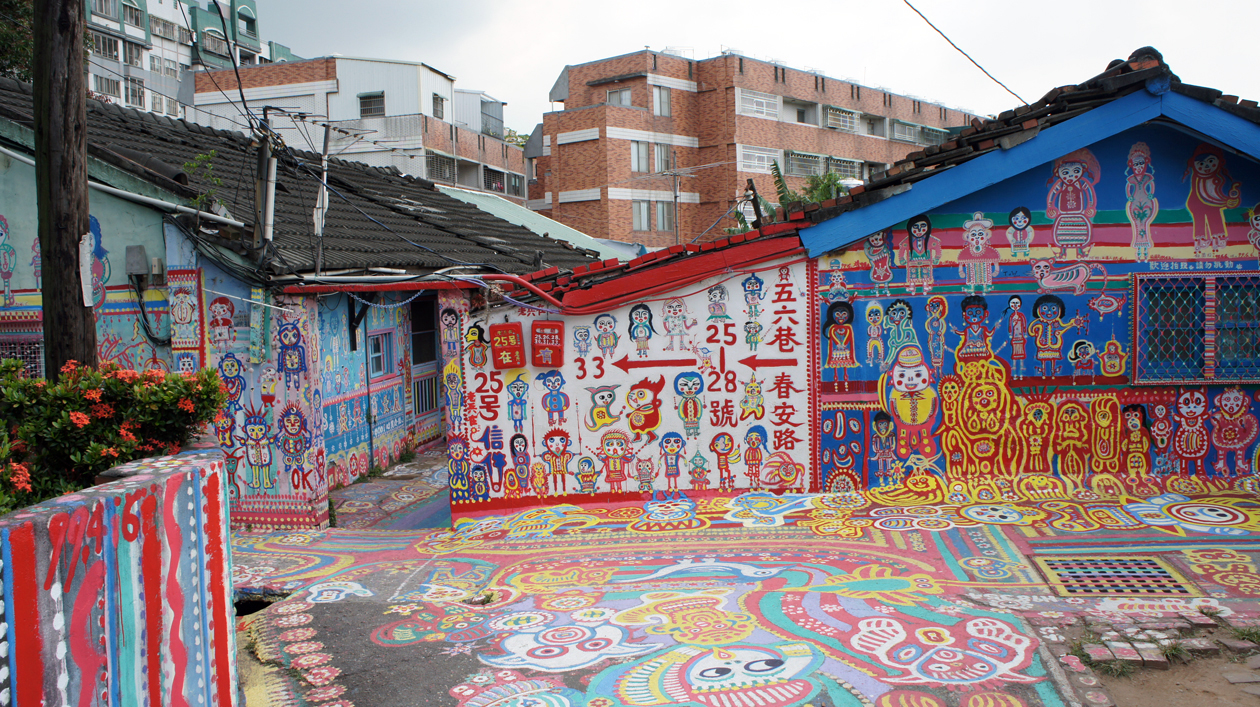
彩繪眷村
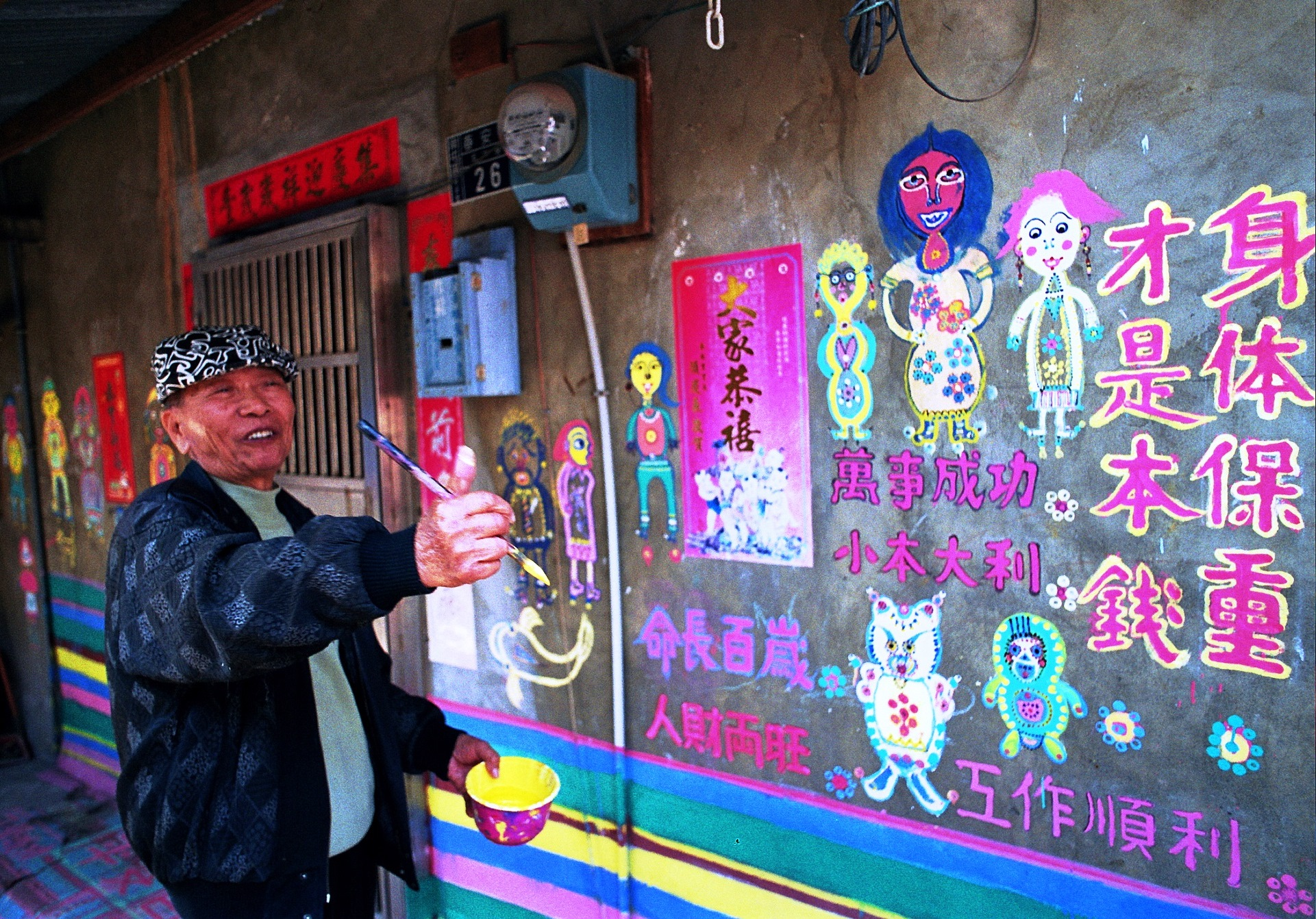
彩繪眷村與創作者
彩繪眷村一景
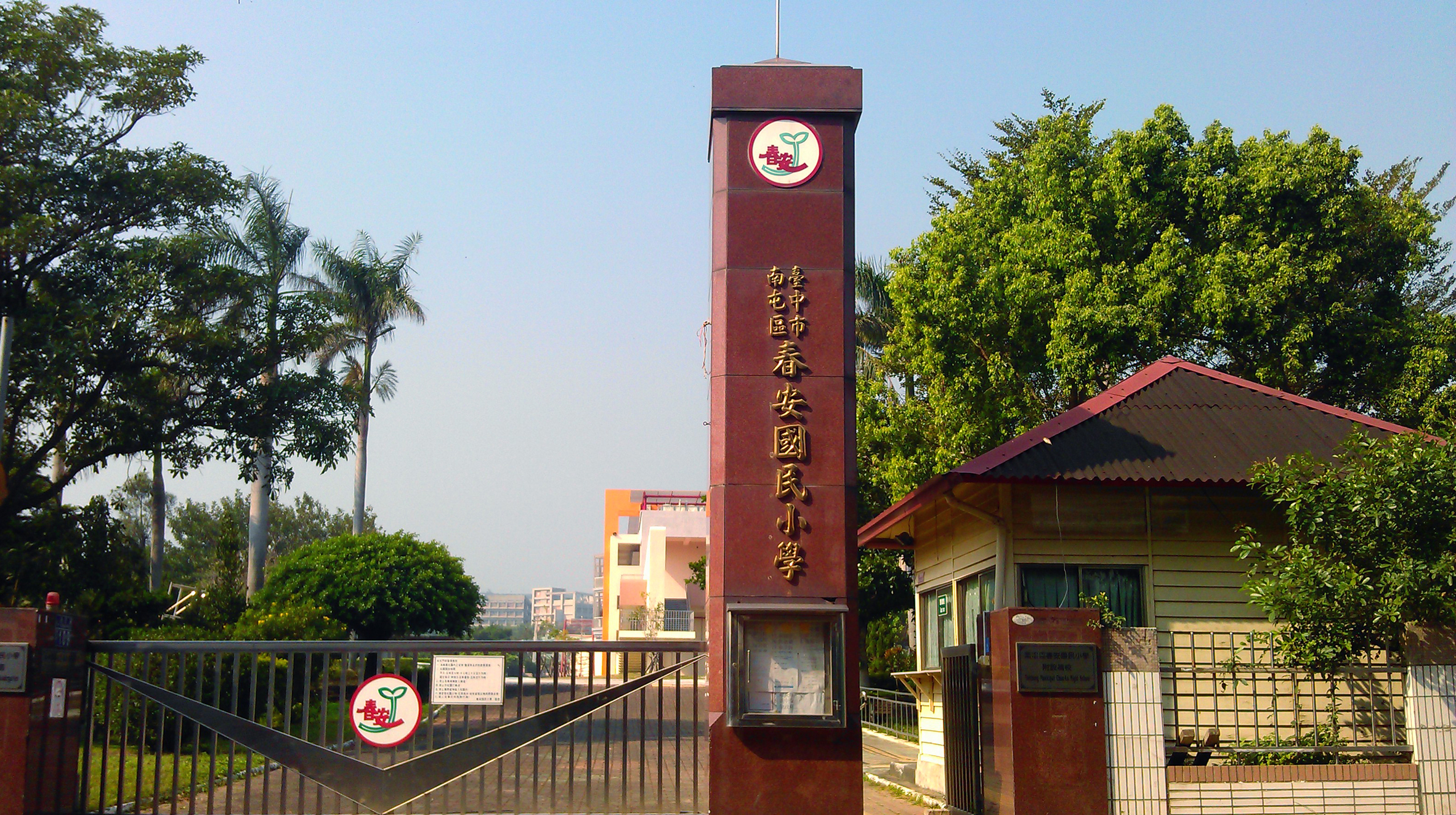
春安國小面對台貿五村旁的舊校門
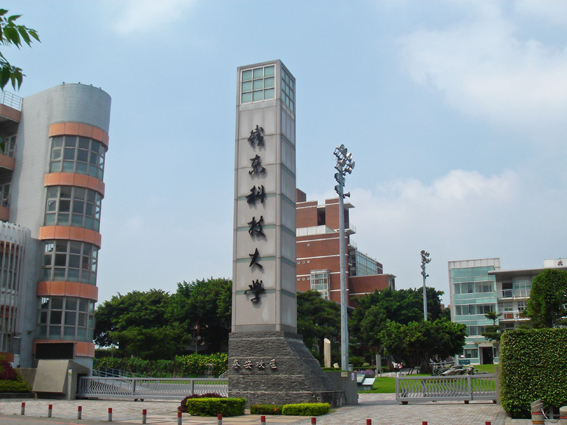
位於台貿五村旁的嶺東科技大學春安校區

政府企業機構
- 高鐵台中站
- 中華民國國防部成功嶺營區
- 中華民國法務部矯正機關：法務部矯正署臺中監獄、法務部矯正署臺中女子監獄、法務部矯正署臺中看守所、法務部矯正署臺中戒治所、法務部矯正署臺中少年觀護所
- 中華郵政春安郵局
- 台中精密機械科技園區
- 南山人壽教育訓練中心

教育設施
- 嶺東科技大學春安校區、寶文校區
- 臺中市私立嶺東高級中學
- 臺中市南屯區春安國民小學
- 臺中市南屯區文山國民小學
- 台中神召神學院

旅遊景點
- 彩虹藝術公園（彩繪眷村，春安路56巷）[5]
- 楓樹社區
- 望高寮景觀園區
- 望高寮夜景公園
- 南屯溪自行車道
- 清新溫泉度假飯店

## 外部連結
- 彩虹村 （页面存档备份，存于）
- 彩虹眷村 （页面存档备份，存于）